# Envejecimiento de la población

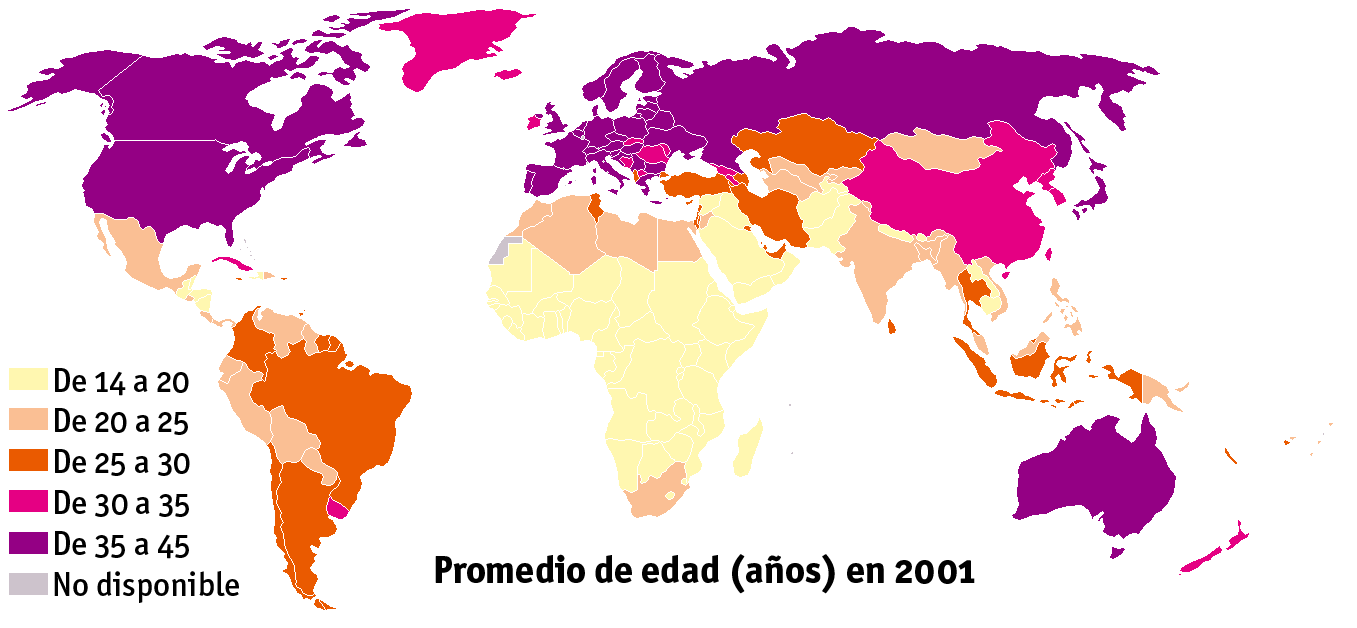
Media de edad en el mundo (año 2001).

En demografía, el envejecimiento de la población se refiere a un cambio en la estructura por edades de la población, desde la estructura del antiguo régimen demográfico previo a la transición demográfica —con grupos numerosos de población en edades infantiles y juveniles y un escaso número de población en los grupos de edades maduras y longevas— a una nueva estructura propia de la segunda transición demográfica o de la denominada revolución reproductiva -donde básicamente crecen los grupos de edades maduras y longevas manteniéndose o disminuyendo los grupos de menor edad.
El envejecimiento de la población es característico de la segunda transición demográfica y es consecuencia directa de cambios socioeconómicos que permiten una mayor supervivencia generacional —mejora en la alimentación, mejoras higiénicas y sanitarias, mejores atenciones y cuidados, en definitiva un aumento general de la calidad de vida—. 
El aumento de la esperanza de vida ha crecido en numerosos países de forma significativa lo que produce, por primera vez en la historia humana, una abundancia de población madura y longeva, consecuencia del éxito de las políticas de salud pública y del desarrollo socioeconómico. Parte de la población que antes moría en el parto, en los primeros meses de vida, durante la infancia y juventud y la primera madurez, ahora sobrevive durante muchos años.

## La edad como índice

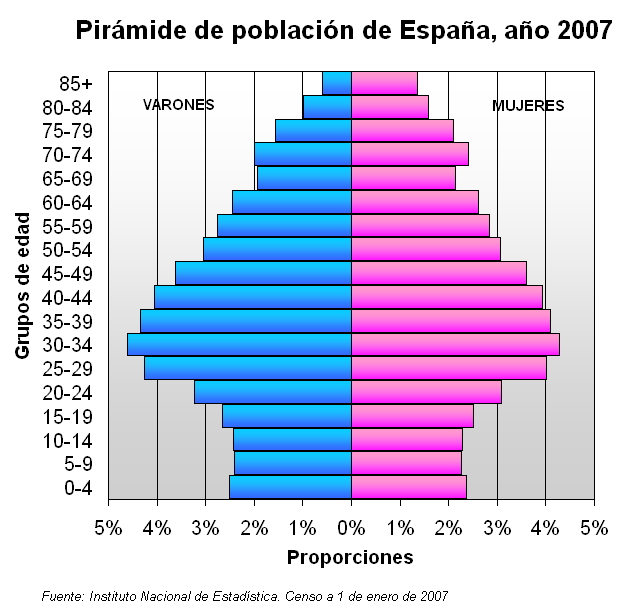
Pirámide de población de España en el año 2007.

Dentro de los diversos estudios que se realizan para analizar una población determinada está el de la edad, que permite conocer la estructura de dicha población. Un método visual utilizado para plasmar ese análisis es la denominada “pirámide de población”, gráfico en el que se pueden detectar los rasgos más sobresalientes de los diversos grupos de edad. 
El proceso de envejecimiento de una sociedad suele ser consecuencia de una baja natalidad, producida por la contención de la fecundidad propia de sociedades llamadas avanzadas o países desarrollados, sumado al crecimiento de la población anciana, proceso que en dichas sociedades se ve consolidado por las aplicaciones de las mejoras en asistencias sanitarias y servicios sociales que permitan una mayor supervivencia de las personas mayores. 
En los países en vías de desarrollo el envejecimiento poblacional se ve disminuido por unos índices mayores de natalidad y una mayor mortalidad de la población anciana.

## Situación mundial en 2009
En enero de 2010 las Naciones Unidas publicaron el informe Envejecimiento de la población 2009.
En el contenido de este informe se destacan cuatro conclusiones principales: 
1. El envejecimiento de la población no tiene precedentes, es un proceso sin parangón en la historia de la humanidad. La población envejece cuando aumenta la proporción de personas de la tercera edad (es decir, los mayores de 60 años o más), se acompaña de reducciones en la proporción de niños (personas menores de 15 años) y por la disminución en la proporción de personas en edad de trabajar (15 a 59). A nivel mundial, el número de personas de la tercera edad se espera que supere el número de niños por primera vez en 2045. En las regiones más desarrolladas, donde el envejecimiento de la población está muy avanzado, el número de niños cayó por debajo de la de las personas de la tercera edad en 1998.
2. El envejecimiento de la población es generalizado, ya que afecta a casi todos los países del mundo. El resultado del envejecimiento de la población, principalmente por la reducción de la fecundidad, se ha convertido en prácticamente universal. La desaceleración resultante en el crecimiento del número de niños junto con el aumento constante del número de personas mayores tiene una directa influencia en la justicia, tanto intergeneracional como intrageneracional y la solidaridad, que son los cimientos de la sociedad.
3. El envejecimiento de la población es profundo y tiene importantes consecuencias y repercusiones para todas las facetas de la vida humana. En el ámbito económico, el envejecimiento de la población tendrá un impacto en el crecimiento económico, el ahorro, la inversión, el consumo, los mercados de trabajo, las pensiones, los impuestos y las transferencias intergeneracionales. En el ámbito social, el envejecimiento de la población  influye en la composición familiar y vital, la demanda de vivienda, las tendencias de la migración, la epidemiología y la necesidad de servicios de salud.[4] En lo político, el envejecimiento de la población puede alterar los patrones de voto y la representación política.
4. El envejecimiento de la población es permanente. Desde 1950, la proporción de personas mayores ha aumentado constantemente, pasando del 8% en 1950 al 11% en 2009, y se espera que alcance el 22% en 2050. Mientras la mortalidad en la vejez siga disminuyendo y la fertilidad siga siendo baja, la proporción de personas de la tercera edad seguirá aumentando.